# Кузнічка (Опольське воєводство)
Кузнічка (пол. Kuźniczka) — село в Польщі, у гміні Прашка Олеського повіту Опольського воєводства.
Населення — 39 осіб (2011).
У 1975-1998 роках село належало до Ченстоховського воєводства.

## Демографія
Демографічна структура станом на 31 березня 2011 року:
|          | Загалом | Допрацездатний вік | Працездатний вік | Постпрацездатний вік |
| -------- | ------- | ------------------ | ---------------- | -------------------- |
| Чоловіки | 23      | 3                  | 16               | 4                    |
| Жінки    | 16      | 3                  | 6                | 7                    |
| Разом    | 39      | 6                  | 22               | 11                   |